# Alexandr Michajlovič Dodonov
Alexandr Michajlovič Dodonov (rusky Александр Михайлович Додонов, 12. února 1837, Petrohrad – 19. ledna 1914, Moskva) byl ruský operní pěvec, tenorista.

## Život
Od 17 let působil na poště a současně zpíval v církevním sboru, později byl sólistou v katolickém kostele. Zde ho slyšel Anton Rubinstein, který mu poradil, aby se vážně věnoval hudbě, a přivedl ho k hudebníkovi a učiteli Felicemu Ronconimu.
V letech 1859–1861 Dodonov studoval zpěv u Ronconiho a byl jmenován sólistou u dvora velkokněžny Alexandry Pavlovny.[zdroj⁠?!] Na radu italských zpěváků Calzolariho a Everardiho v roce 1861 zdokonalil své hlasové dovednosti v Paříži u Bezanconiho a poté trénoval v Londýně u Garcii a v roce 1864 v Miláně u Lampertiho.
Dva roky zpíval na jevištích Milána a Neapole. Po návratu do Ruska v roce 1867 vystupoval v italské opeře v Oděse (1867) a v ruské opeře v Kyjevě (1868). V letech 1869–1891 byl sólistou moskevského Velkého divadla. V letech 1891–1895 byl profesorem zpěvu ve škole moskevské filharmonické společnosti. Vyučoval také v jiných hudebních institucích ve městech Moskva, Petrohrad, Kyjev, Rostov na Donu a Oděsa. Hovořil plynně italsky.